# Lyra (glockenspiel)
Een lyra is een metallofoon die veel lijkt op het glockenspiel.
Een lyra heeft een U-frame, ook wel liervorm genoemd. Aan dit U-frame is een draagstang aanbevestigd. De lyra is voorzien van vijfentwintig lichtmetalen klankplaten. In iedere klankplaat is vaak de naam van de toon geslagen. De klankplaten zijn als een klavier in twee rijen geordend en worden met een mallet aangeslagen. Dit gehele U-frame wordt verticaal gedragen, ook tijdens het marcheren. Gedurende marcheren wordt de lyra rechtop gehouden door een riem en door de niet spelende arm van de muzikant. Ook kan het instrument in een houder worden gedragen waardoor het mogelijk is om met beide handen te spelen.
Oorspronkelijk werd de lyra vooral in militaire bands gebruikt, maar later ook in civiele muziekkorpsen. Tegenwoordig wordt, bijvoorbeeld in malletbands, steeds meer gebruikgemaakt van glockenspiels die horizontaal worden gedragen. Dit zijn de zogenaamde marching bells.